# Gabriel Deshayes

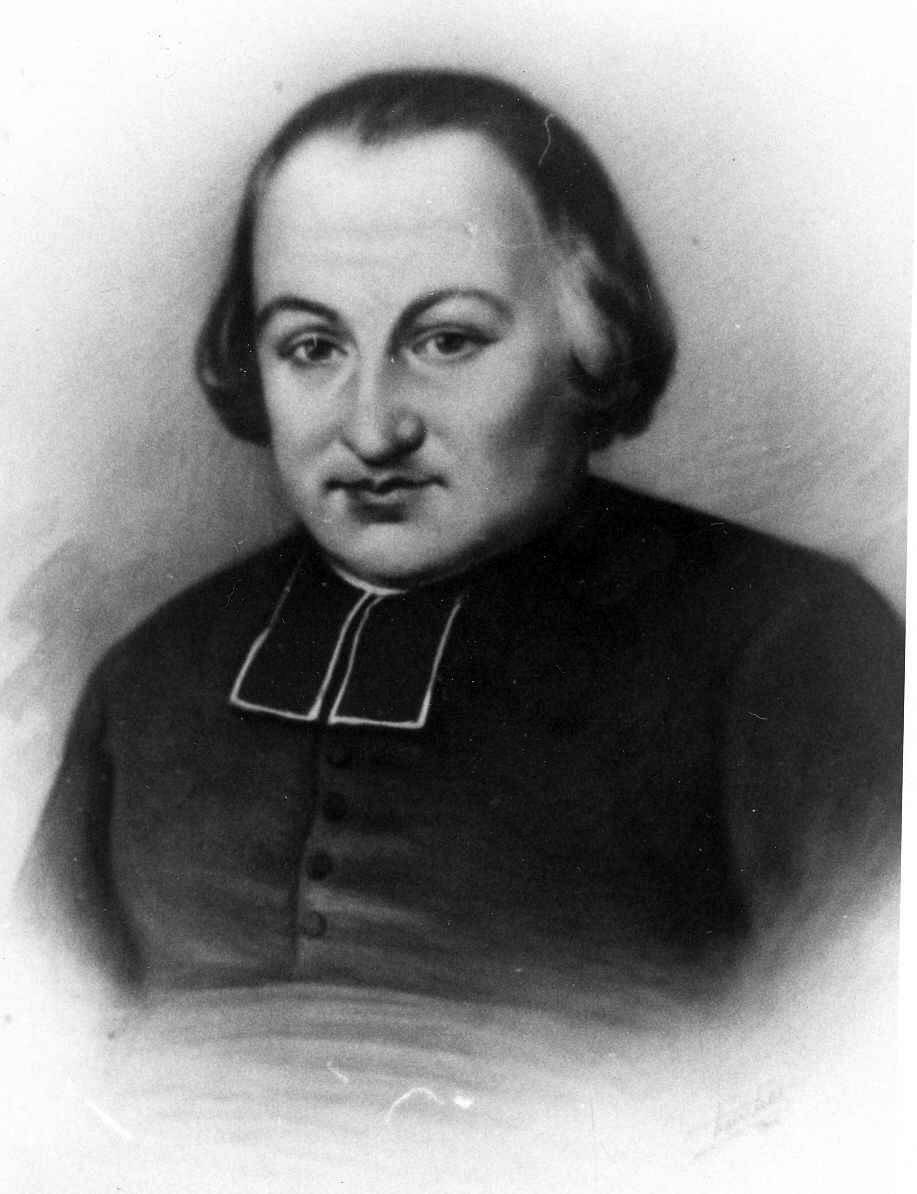
Gabriel Deshayes

Gabriel Deshayes (* 6. Dezember 1767 in Beignon; † 28. Dezember 1841 in Saint-Laurent-sur-Sèvre) war ein französischer römisch-katholischer Geistlicher, Ordensoberer und Ordensgründer.

## Leben und Werk

### Vor und während der Französischen Revolution
Deshayes, bretonischer Bauernsohn aus der Gegend von Ploërmel, besuchte das kleine Seminar in Saint-Servant und das Priesterseminar in Saint-Méen, die beide in der Obhut der Vinzentiner waren. Am 27. Mai 1790 wurde er ordnungsgemäß in Saint-Malo zum Diakon geweiht, dann störte die Französische Revolution die weitere Laufbahn. Da er nicht von einem Bischof der Zivilverfassung zum Priester geweiht werden wollte, schiffte er sich nach England ein, landete wegen widriger Wetterverhältnisse auf Jersey und ließ sich am 14. März 1792 von dem zufällig anwesenden Bischof Augustin-René-Louis Le Mintier von Tréguier weihen. Dann ging er in die Bretagne zurück, schloss sich zwischen Ploërmel und Montfort-sur-Meu einer Gruppe von Untergrundpriestern an und tat sich bald als Anführer hervor. Offiziell als Emigrant verbucht, wohnte er bis zum Konkordat von 1801 in Beignon.

### Pfarrer und Generalvikar
Im Frühjahr 1801 wurde er von seinem Bischof nach Paimpont beordert, ab 1803 war er Ortspfarrer von Beignon, begleitete aber gleichzeitig Bischof Antoine-François-Xavier Mayneaud de Pansemont von Vannes, der seine Fähigkeiten (u. a. als Missionsprediger) erkannt hatte, auf seinen Visitationsreisen durch das Bistum. 1805 wurde er zum Pfarrer von Auray ernannt und blieb in dieser wichtigen bretonischen Stadt 16 Jahre (zuletzt gleichzeitig als Generalvikar). Er erstellte ein Verzeichnis aller Einwohner und betrieb energisch die Einrichtung katholischer Schulen sowie die Pflege von Armen und Kranken.

### Die Schulbrüder von Ploërmel
Für die Erziehung der männlichen Jugend berief er 1811 die Brüder der christlichen Schulen nach Auray (erstmals in der Bretagne seit 1789) und gründete im Zusammenwirken mit Jean-Marie de La Mennais (1780–1869) 1819 die Kongregation der Schulbrüder von Ploërmel, benannt nach dem 1824 in Ploërmel angesiedelten Mutterhaus. In dieser Zeit wurden von der Kongregation in 20 Schulen 3000 Kinder unterrichtet.

### Die Schwestern der christlichen Unterweisung
Für die Erziehung der weiblichen Jugend richtete er 1807 im Zusammenwirken mit Michelle Guillaume eine Mädchenschule ein, für die er, nach vergeblichen Versuchen mit den Filles du Saint-Esprit (Töchter des Heiligen Geistes), 1820 eine eigene Kongregation gründete, die Soeurs de l’Instruction chrétienne, und für die er (nach weiteren Schulgründungen in Torfou (Maine-et-Loire) und Avessac) 1828 in Saint-Gildas-des-Bois (nördlich Saint-Nazaire) das Mutterhaus einrichtete (66 Schwestern in 17 Schulen). Die Kongregation nannte sich künftig Sœurs de l’instruction chrétienne de Saint-Gildas-des-Bois. Guillaume Angebault (1790–1869), späterer Bischof von Angers, übernahm zunehmend ihre Leitung.

### Taubstummenpädagogik
Bereits ab 1810 wandte sich Deshayes in besonderer Weise den Taubstummen zu, die er der Kongregation Töchter der Weisheit (Filles de la Sagesse) anvertraute, nachdem er sie im Kontakt mit Roch-Ambroise Cucurron Sicard eigens dafür hatte ausbilden lassen. Er brachte die erste Taubstummenschule im Kartäuserkloster in Brech unter. Von dort gingen ähnliche Gründungen in Orléans (1836/1839), Lille (1839), Soissons (1840) und Toulouse (1859) aus.

### Der Monarchist
In Auray begrüßte Deshayes 1814/1815 die Restauration, förderte die Erinnerung an die Schlacht um Quiberon und betrieb die Verehrung der anti-revolutionären Märtyrer von Quiberon.

### Die Montfortaner
1820 ereilte Deshayes der Ruf des im Sterben liegenden Oberen der Montfortaner auf seine Nachfolge, die er 1821 in Saint-Laurent-sur-Sèvre (südlich Cholet) antrat. Er flößte der daniederliegenden Kongregation neues Leben ein, vermehrte ihre Mitgliederzahl erheblich und betrieb tatkräftig die Forschung zum Leben des Ordensgründers, Louis-Marie Grignion de Montfort. 1829 erreichte er die Eröffnung des Seligsprechungsprozesses und 1836 die päpstliche Anerkennung der Verehrungswürdigkeit. Zwar wurde Grignions Abhandlung über die vollkommene Andacht zu Maria (anderer Titel: Das Goldene Buch der vollkommenen Hingabe an Maria, französisches Original: Traité de la vraie dévotion à la Vierge Marie) erst ein Jahr nach Deshayes Tod aufgefunden, doch darf darin die postume Krönung seiner Bemühungen gesehen werden. Auch Deshayes tüchtiger Nachfolger, Louis-Joseph Dalin (1800–1884), erlebte nicht Grignions Seligsprechung (1888), der erst 1947 die Heiligsprechung folgte.
Unter Deshayes begann die Abspaltung der Kongregation der Gabrielisten (Frères de l’instruction chrétienne de Saint-Gabriel). 1839 gründete er noch die Kongregation der Landwirtsbrüder (Frères agriculteurs de Saint François d’Assise), die 1899 in den Salesianern aufgingen.

### Romreise und Tod
1825 unternahm Deshayes eine mehrmonatige Romreise und wurde von Papst Leo XII. in Audienz empfangen. Er starb 1841 im Alter von 74 Jahren. Seine Anstrengungen zur Rekatholisierung der Bretagne nach der Französischen Revolution erwarben ihm den Ruf eines „Apostels der Bretagne“.

### Erinnerungsorte
In Saint-Gildas-des-Bois tragen eine Straße und ein Gymnasium seinen Namen, in Auray sind ein Platz und eine Grundschule nach ihm benannt. In Beignon kann das Geburtshaus besichtigt werden.